# Bodrogszög
Bodrogszög (szlovákul Klin nad Bodrogom) község Szlovákiában, a Kassai kerület Tőketerebesi járásában.

## Fekvése
Királyhelmectől 22 km-re délnyugatra, a magyar határ mellett, a Bodrog bal partján található.

## Nevének eredete
Nevét onnan kapta, hogy az eredeti település a Bodrog folyó és a Páltó szögletében (szögében) feküdt.

## Története
1332-ben a pápai tizedjegyzékben „Zeg” alakban említik először. 1378-ban „Zek”, 1479-ben „Zewg” néven szerepel az írott forrásokban. Határában állott 13. századi vára, melyet 1317-ben Ákos Mikcs foglalt el Károly Róbert részére. A vár valószínűleg ekkor pusztult el, többé nem említik és helye sem ismert.
1378-ban Szögi Pál fia Mikcs birtoka, majd a Széchy családé. 1487-ben a Thárczy család zálogbirtoka lett. A 16. század közepén a Perényi, a Bacskay, és a Serédy családok tulajdonában áll, a század végén viszont már a Herczeg, a Szennyesy és a Bodó családoké. 1549-ben az egri püspökség dézsmajegyzékében „Zegh” néven említik. 1557-ben 4 nemesi és 4 jobbágyportája volt. A 17. század elején a Herczegek mellett az Illésházyak, Berzeviczyek, Daróczyak, majd a Kissek, Bellaváryak és Dőryek nevei szerepelnek az okiratokban. 1715-ben 3 házas és 6 ház nélküli jobbágytelke volt. A 18. században Krucsay Márton, Mudrányi Pál és a Ramocsházy család a birtokosai. 1787-ben 21 háza és 119 lakosa volt.
A 18. század végén Vályi András így ír róla: „SZŐGH. Magyar falu Zemplén Várm. földes Ura Szögyényi Uraság, lakosai katolikusok, és reformátusok, fekszik Alsó-Bereczkinek szomszédságában, Bodrogvize mellett, melly annyira elmosta már partyát, hogy a’ szekérrel való béjárás veszedelmes; határja Bereczkiéhez hasonlító, azon kivűl, hogy kevés réttye is vagyon.”
A 19. században a Szögyény és a Kossuth család birtoka. 1828-ban 36 házában 183 lakosa élt. Lakói mezőgazdasággal, gyümölcstermesztéssel, állattartással foglalkoztak.
Fényes Elek 1851-ben kiadott geográfiai szótárában így ír a faluról: „Bodrogh-Szögh, magyar falu, Zemplén vmegyében, a Bodrog bal partján, Újhelyhez 1 órányira: 73 r., 30 g. kath., 7 evang., 230 ref., 15 zsidó lak. Ref. szentegyház. Földje 153 hold, rétje, legelője bőven. F. u. Szőgyényi.”
Borovszky Samu monográfiasorozatának Zemplén vármegyét tárgyaló része szerint: „Bodrogszög, bodrogvölgyi magyar kisközség 34 házzal és 281, nagyobbára gör. kath. vallású lakossal. Postája, távírója és vasúti állomása Bodrogszerdahelyen van. Legrégibb birtokosául 1378-ból Mics, a szögi Pál fia, „Myth filius Pauli de Zugh”, emlittetik; azután a Széchi családot ismerjük, mely 1487-ben a Thárczaiaknak zálogosítja el. Ez időben Szögh, Zewgh alakban szerepel. 1582-ben Herczegh Ferencz lesz részbirtokosa, 1588-ban pedig Szennyesy Erzsébet és Bodó György. Ebben az időben Darholczi Pál is előfordul. 1610-ben Illésházy István nádor Berzeviczy Andrásnak, Sándornak és Jánosnak adományozza, 1611-ben azonban Daróczy Ferencz kap itt új adományt. 1665-ben Kiss Istvánt iktatják valamely itteni birtokrészbe és egy kuriába és 1665-ben Bellaváry Dávid is némely részekhez jut. 1695-ben Jobaházi Dőry András is birtokosa; 1732-ben Krucsay Márton, 1757-ben Mudrányi Pál, 1760-ban a Ramocsaházyak, 1773-ban Krucsay Borbála és Ramocsaházy István, a mult század elején Szögyény Imre az urai, most pedig Kossuth Lajosnak van itt nagyobb birtoka. 1882-ben majdnem az egész falu leégett. A faluban két templom van. Róm. kath. templomának építési ideje ki nem puhatolható, a református templom pedig 1500 körül épült; ez ma már romladozó állapotban van.”
A trianoni diktátumig Zemplén vármegye Bodrogközi járásához tartozott. A háború után lakói mezőgazdaságból, szőlőtermesztésből éltek. 1938 és 1944 között ismét Magyarország része volt.
1961-ben Bodrogszerdahelyhez csatolták, de 1990-től újra önálló község lett.

## Népessége
| Év:            | 1994. | 2004.   | 2014.   | 2024.    |
| -------------- | ----- | ------- | ------- | -------- |
| Emberek száma: | 206   | 194     | 212     | 185      |
| Eltérés:       |       | -5,82 % | +9,27 % | -12,73 % |

| Év:            | 2023. | 2024. |
| -------------- | ----- | ----- |
| Emberek száma: | 185   | 185   |
| Eltérés:       |       | +0 %  |

A községet 1910-ben 276-an, túlnyomórészt magyar anyanyelvűek lakták.
2011-ben 213 lakosából 103 szlovák és 102 magyar volt.
2021-ben 195 lakosából 97 szlovák, 80 magyar (41%), 2 cseh, 16 ismeretlen nemzetiségű volt.

## Nevezetességei
- 1300 körül épült gótikus templomának romjai.[halott link]
- A 19. század első felében épült klasszicista kúriája.
- 1800 körül készült klasszicista szobor.

## Ismert személyek
- Itt született és sokáig itt élt, itteni birtokain gazdálkodva Kossuth Pál magyar jogász, sátoraljaújhelyi főszolgabíró, országgyűlési képviselő.